# Janet Kennedy
Janet Kennedy, död 1545, var en skotsk adelskvinna. Hon är känd som mätress till kung Jakob IV av Skottland 1497-1503. Hon var mor till James Stewart, 1st Earl of Moray, Margaret och Jane Stewart.